# 西岡郁夫
西岡 郁夫（にしおか いくお、1943年生まれ- ）は、株式会社イノベーション研究所の創業者、元インテル株式会社代表取締役社長・会長。大阪府出身。

## 来歴
1969年に大阪大学大学院工学研究科通信工学専攻修士課程修了、1981年に大阪大学にて工学博士を取得。
シャープ株式会社を経て、1992年にインテルの副社長に就任。日本のパソコン、E-mailの普及活動に力を注ぎ、同社の代表取締役社長・会長を経て、1999年に退社。
同年にNTTドコモ、みずほ証券、インターネット総研との共同出資にてモバイル・インターネットキャピタルを設立。
2000年に「ベンチャーを支援するベテランの会」、2002年に「丸の内ビジネスアカデミー(丸の内西岡塾)」を設立し、ベンチャー支援やビジネスのプロフェッショナル育成に力を注いでいる。

## 略歴
- 1943年、大阪府生まれ
- 1966年、大阪大学工学部通信工学科卒業
- 1969年、大阪大学大学院工学研究科通信工学専攻修士課程修了。シャープ（株）入社。

入社後すぐ上司を説得してシャープにCADの研究グループを創設。
プリント基板の設計用CADシステムを開発し、実用化のためのCADセンターを開設して所長へ。外販システムとしても成功する。
設計用CADや三次元機械設計用CADでも自社製ソフトの開発に成功して社内設計支援グループを運用した。
その後、ソフトの研究開発領域を拡大するため技術本部コンピュータ・システム研究所を創設して所長となる。
- 1981年、CADの研究で大阪大学から工学博士を取得
- 1986年、情報システム本部コンピュータ事業部長、同副本部長を歴任。
- 1992年、インテル（株）副社長に転進。
- 1993年、同代表取締役社長

日本のパソコン、E-mail、インターネットの普及活動に邁進するとともに、経済産業省（旧通産省）のITSSPプロジェクトに参画し、日本企業の対米競争力を取り戻すべく「ITの戦略的活用法」を中堅・中小企業に教育しIT経営化の普及活動に指導的役割を果たした。
- 1997年、同代表取締役会長、99年4月退社。
- 1999年、モバイル・インターネットキャピタル（株）をNTTドコモなどとの共同出資により設立し、代表取締役社長に就任。ベンチャーの経営指導に注力する。
- 2000年、日本の大企業のトップがベンチャーを支援するために組織として「ベンチャーを支援するベテランの会」を設立。
- 2002年、ビジネスのプロフェッショナルを育てるための「丸の内ビジネスアカデミー（現在丸の内「西岡塾」に塾名変更）」を設立して塾長に。
- 2010年、モバイル・インターネットキャピタル株式会社 代表取締役社長を退任。

同社チーフテクノロジーアドバイザー。株式会社イノベーション研究所 代表取締役社長、西岡塾塾長に専念。

## 歴任
- ITコーディネーター協会　理事・業務開発・広報委員長
- 企業家を顕彰するためのプログラム審査委員長
- 文部科学技術研究基幹部会産学官連携推進委員
- 文部科学省大学発ベンチャー創造プロジェクト　IT部門プログラムオフィサー
- 大阪大学大学院客員教授
- 兵庫県立大学などの客員教授

## 連載・執筆
- 日経ネットビジネス「ネット時代の経営戦略」
- Forbes 日本版 「ITの先駆者」
- 日経ネットビジネス 「西岡郁夫の眼―ネットビジネス心得指南」
- 日経コンピュータ 「直言進言―ITでは直せない日本企業の“病根”」
- 日経ビジネス 「一刀両断―鎖国的政策は日本の恥」
- Mobile Solution 「ユビキタス社会の行方」
- 週刊ダイヤモンド 「特集：10年後の大企業」
- 日経ビジネス 「IT道具箱」
- アントレ 「西岡郁夫ビジネス流儀」
- MacPeople 「アップルへの提言」

## 著書
- 「一流マネジャーの仕事の哲学」（2017/日経BP社）
- 「パソコンやってますかぁ―インテルジャパン社長の痛快電脳生活のすすめ」（1996/ダイヤモンド社）
- 「ITに関心の無い経営幹部は今すぐ辞めなさい」（1998/かんき出版）

## 講師・講演
- 経済産業省
- 日本経済新聞社／日本国政府（サミット参加）
- 明治安田生命保険相互会社
- 野村不動産株式会社住宅カンパニー
- 日揮情報システム株式会社
- SFC FORUM　慶應義塾大学
- 企業／経営者団体／その他多数